# いんどあHappy
『いんどあHappy』は、森ゆきなつによる日本の4コマ漫画作品。『まんがライフMOMO』（竹書房）誌上で連載されていた。

## 概要
座敷童子の小梅とその家の家族達を描くアットホームコメディ4コマ。
主人公が座敷童子のため、多くの話が家の中でのものとなる。
ユニークな家族や、座敷童子というよりも引き籠りに近い小梅がコミカルに描かれている。
『まんがライフMOMO』（竹書房）誌上で2004年12月増刊号から2009年3月号まで連載された。単行本は全2巻。

## 登場人物
小梅
座敷童子であり、乙宮家に住み着いている。
座敷童子ながら福を呼ぶ力はほとんど無く、もっぱら引き籠ってゲームばかりしている。ただ、「出ていった時に家が傾く」力だけは凄いらしい。
見た目も性格も名に違わぬ「童子」ではあるが、350歳。また、写真にちゃんと写らない・ジャンケンに絶対負けないなど、人外らしいところも多い。そのため、自ら「妖怪」を強調することも多い。ただし、ご飯は食べないと死ぬ。また、妖怪ではあるが、ホラーなどの怖いものが苦手。
時にはお店のお手伝いをすることもある。
寝床はタンスの中だったが、その後パパが作った「ちびっ子ハウス」へと変わった。
子供らしくお菓子が好きで、つまみ食いの常習犯でもある。その上、「家を守る義務より食欲優先」「家族よりも食欲優先」であることも多い。
妖怪らしい能力はあまりないが、気合で金縛りを習得した。また、蚊取り線香の代わりに蚊を引き寄せる能力や、肩こりを治す能力も作中で披露している。そして、その全ては本人の意図しない形で発揮されている。また、本人が幸せになると周囲にも幸せを振りまくことが出来る。
家を出ると「乙宮家の座敷童子」ではなくなってしまうため外に出ることは出来ないが、日の当らないような密閉されたせまい入れモノに入れて運んでもらえば家の外に出ることが出来る。
パパ
家の離れを改造して喫茶店を経営している乙宮家の主。
何かといい加減な性格で、喫茶店の料理も作っているのだが、頻繁に砂糖と塩を間違えるなどしている。また、創作料理も考えるのだが、個性的すぎて失敗が多い。これは本人の味覚がおかしいことにも所以している。ただし、コーヒーだけはとても美味しく、それがお客さんを呼んでいる。
時々、小梅が座敷童子であることを忘れているような節もあり、他の子供たちと同じように接することが多い。そのため、ごく普通におこづかいを渡したり、お店の手伝いをさせたりもしている。
キノコ狩りなど、よく山に行くが、その度に必ずトラブルに見舞われるが、必ず生還する。
女性にだらしない節があるような描写が多いが、やはり一番に愛しているのは奥さんで、会うことが出来ない時は酷く落ち込んだりする。
奈津
小梅に頻繁にちょっかいをかける乙宮家の長男坊。中学生で、一年三組に所属している。
多少きつい性格をしており、小梅の扱いに一番慣れている半面、彼女絡みでの被害にも遭いやすい。その度に小梅を回転を付けて放り投げている。
料理の腕は家族の中で一番高く、晩ご飯を担当している。
背が低く、その事がコンプレックス。
朝は非常に弱く、無数の目覚まし時計をかけている。また、寝起きは非常にボケている。
小梅ほどではないがゲームが好きであり、プレイしている姿がよく描かれている。
梨津
小梅と仲のいい乙宮家の長女。
比較的常識人で、作中でも一般的な反応やツッコミ役などが多い。
その一方で、雷が好きだったり、キノコのカサのウラのヒラヒラしたとこをさわるのが好きだったり、虫好きだったりと個性的な一面もある。
小梅にとっては一緒に遊んでくれる優しいお姉さんという存在。
料理はあまり得意ではないが、朝食を担当している。また、時々奈津のお弁当も作っている。
小梅や奈津とは対照的に、ゲームよりも体を動かしている方が好き。
「もう梨津も中学上がるし」という発言があることから、小学6年生と思われる。
ママ
仕事の関係で世界中を旅しているため、滅多に家に帰って来ない乙宮家の母。
そのため小梅には「いろんな国のおみやげの人」として認識されている。
愛情表現が非常にパワフルで、帰ってくる度に小梅や奈津にプロレス技をかけている。
カナちゃん
梨津の友人で、奈津に憧れている。
写真クラブの部長をしている。
小梅が座敷童子だとは全く思っていない。
かなりのお嬢様。
まいちゃん
梨津の友人で、ゲーム好き。だが、やっているゲームは男の子同士が仲良くする恋愛シミュレーションで、いわゆるBL好きの人。
室瀬
奈津の友達で眼鏡をかけた男の子。
にこやかで一見優しそうではあるが、良くも悪くも「奈津の類友」。
姉がおり、奈津は彼女に片思い中。

## 単行本
- 竹書房より「バンブーコミックス」として刊行されている。

1. 第1巻 （2007年2月27日発行） ISBN 978-4-8124-6553-0
2. 第2巻 （2009年5月11日発行） ISBN 978-4-8124-7074-9